# Aleksandrijsko pesništvo
Aleksandrijski pesniki so ustvarjali v obdobju od vladavine Aleksandra Velikega do rimskega cesarja Avgusta, t. i. helenizem. Pomembni pesniki te dobe so bili Kalimah, Teokrit, Leonidas in Filetas.
Pesniške zvrsti, zlasti elegije in epigrame, so pesniki skušali približati duhu časa. Namreč, za helenistično poezijo je značilna težnja k realističnemu upodabljanju vsakdanjosti ter odmik od velikih tem, ki so zaposlovale poezijo prejšnjih obdobij. Za aleksandrijsko poezijo je namreč po eni strani značilno obnavljanje tradicionalnih pesniških oblik, po drugi strani pa mešanje zvrsti, ki je dediščina dvajsetega stoletja. Aleksandrijski pesniki so videli poseben izziv v suhoparnih in splošnih temam, ob katerih so se lahko tem bolj izkazali z oblikovno virtuoznostjo; pisali si o kmetijstvu, pticah, ozvezdjih, izvornih mestih in kultov. 
Pisali so elegije v eni ali več knjigah, katere so bile posvečene oboževani ženski kot naslovnici, ne pa ljubezni do ženske kot veliki pesniški temi. Epigrami pa so govorili predvsem o vinu, ljubezni, smrti in številnih vsakdanjih temam, včasih v moralizirajočem, drugič otožno resigniranem ali humornem tonu, vselej pa težijo h kratkosti in se pogosto sklenejo z učinkovitim bistvom.